# Arnulf I. (Bayern)

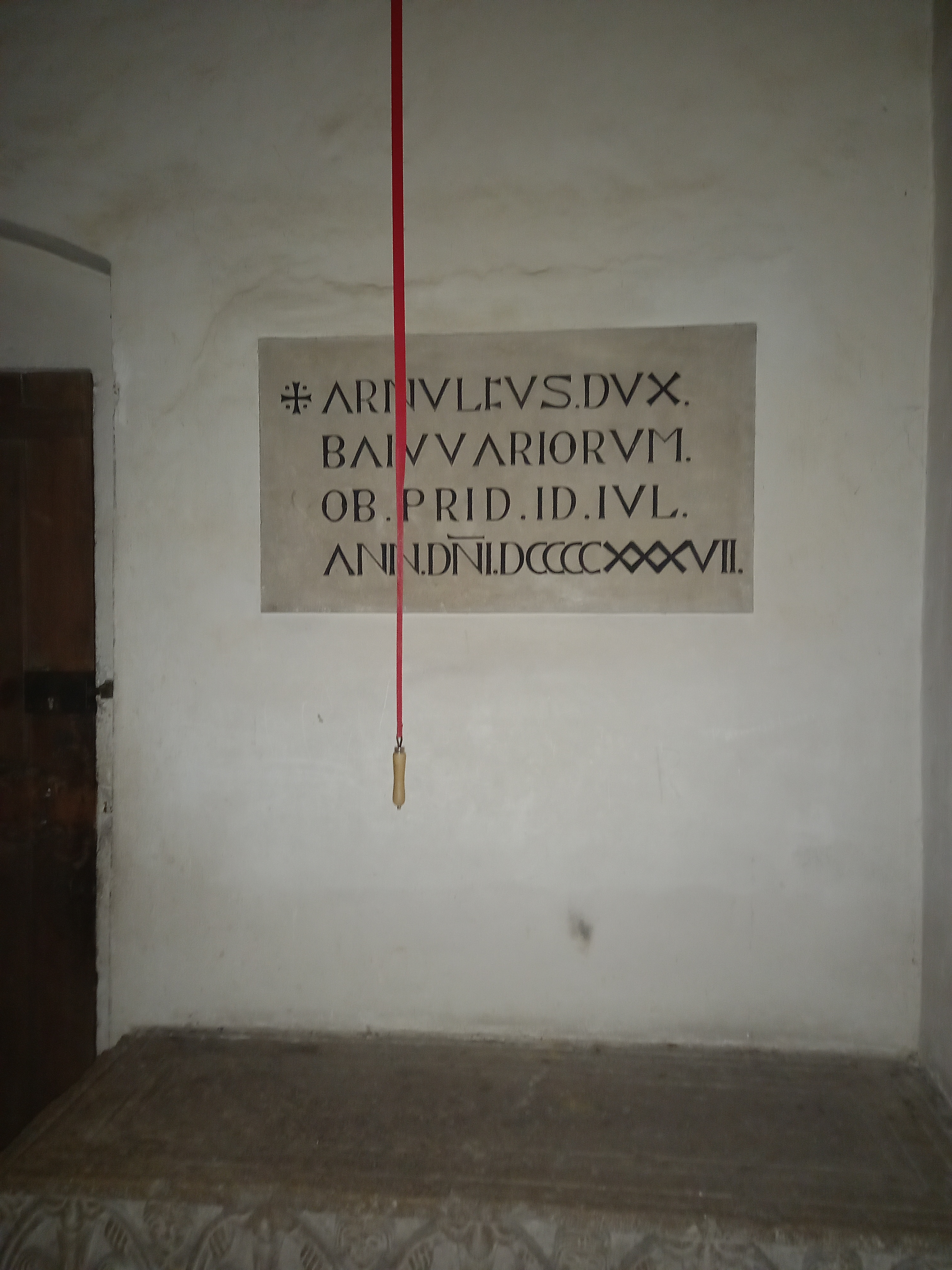
Gedenktafel für das Grab von Arnulf I. in St. Emmeram (Regensburg)

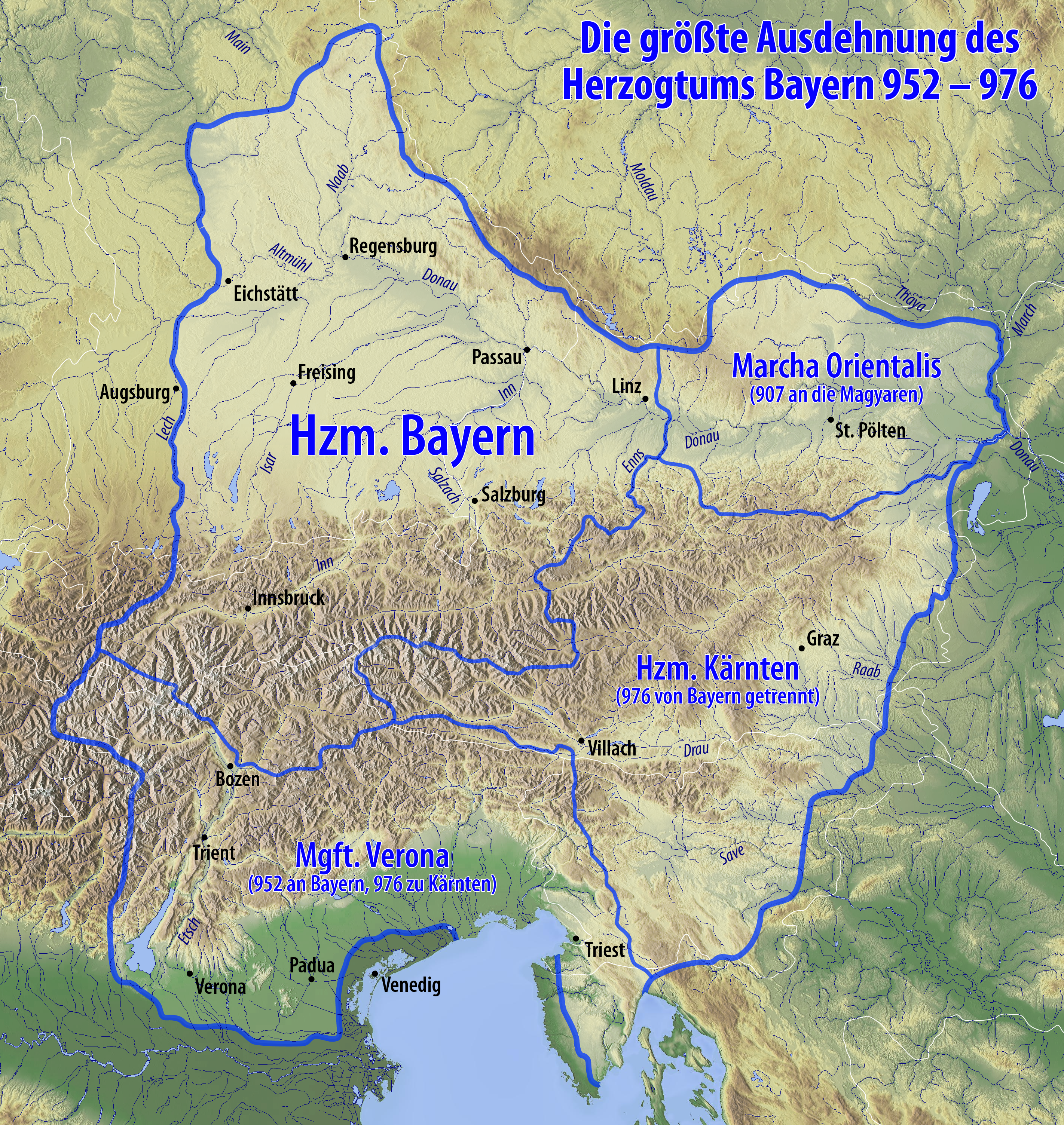
Das Herzogtum Bayern im 10. Jahrhundert

Arnulf I. genannt „der Böse“ († 14. Juli 937 in Regensburg) war seit 907 Herzog von Bayern. Er stammte aus dem Geschlecht der Luitpoldinger. Arnulf war Sohn des Markgrafen Luitpold und der Kunigunde, Schwester von Berchthold II., Pfalzgraf von Schwaben.

## Arnulf, Herzog der Bayern
Herzog Arnulf konnte auf den Grundlagen der Macht in Bayern, die sein Vater Luitpold gelegt hatte, aufbauen und nahm bald darauf den Herzogstitel an. Dabei konnte er auf die Unterstützung des bayerischen Hochadels setzen. In den großen Jahrbüchern von Salzburg wurde dazu folgendes festgehalten: „Die Bayern huldigen freiwillig dem Herzog Arnulf und trugen ihm auf, zu herrschen im Reiche.“ Wichtigste Aufgabe Arnulfs war es, die wiederholten Raubzüge der Magyaren weit nach Bayern hinein zu unterbinden. Eine schwache, hilflose Reichsgewalt bot keinen Schutz gegen die ungarischen Reiterhorden.
In der Schlacht von Pressburg 907 wurde der bayerische Heerbann vernichtend geschlagen, danach musste Herzog Arnulf das baierische Heer reorganisieren. Um die dafür nötigen Mittel zu gewinnen, zog er das Kirchengut ein und verlieh es an seine Lehnsvasallen. Dafür bekam er später den Beinamen „der Böse“. In den Schlachten von 909 an der Rott, 910 bei Neuching und 913 am Inn gelang es ihm, die Ungarn zurückzudrängen. Herzog Arnulf wollte den Krieg gegen die Ungarn aber nicht fortsetzen, sondern suchte einen Ausgleich mit ihnen und erhielt 913 von ihnen die vertragliche Zusicherung, in Bayern nicht mehr einzufallen.

## Reichspolitik
Arnulf erneuerte das baierische Stammesherzogtum. Auf Reichsebene verfolgte Arnulf eine Politik der Eigenständigkeit Bayerns in inneren Angelegenheiten und nach außen gegenüber den deutschen Königen Konrad I. und Heinrich I. Eigene Ambitionen auf die ostfränkische Königskrone scheint er zumindest nicht aktiv gefördert zu haben. Er beteiligte sich zwar an der Wahl Konrads zum König, ein Eingreifen Arnulfs zugunsten der mit ihm verwandten Herzöge von Schwaben gegen Konrad führte aber zu einem längeren Konflikt, in dessen Verlauf Arnulf zeitweise zu den Ungarn floh. Wie bereits Tassilo musste sich auch Herzog Arnulf eines zunehmenden Reichszentralismus erwehren. Im sogenannten „Fragmentum de Arnulfo duce Bavariae“, einer um 919/20 entstandenen Preisschrift auf den Bayernherzog, heißt es dazu: „Da fiel also dieser sächsische Heinerich feindlich in das Königreich (sic?) Bayern ein, wo man keinen seiner Vorfahren gesehen hat, der auch nur einen Fußbreit Bodens besessen hätte, und so glaube ich, dass Gott selbst es gefügt hat, dass er von den Einwohnern einer einzigen Stadt geschlagen worden und mit vielen Verlusten besiegt hat abziehen müssen.“
Nach Konrads Tod kehrte Arnulf 918 mit ungarischer Hilfe in die bayerische Residenzstadt Regensburg zurück. Dort ließ er Teile der noch vorhandenen Mauern des römischen Legionslagers Castra Regina abbrechen und den geschützten Bereich der Stadt durch den Bau einer neuen Stadtbefestigung erweitern. Die neue Stadtmauer mit drei Tortürmen umschloss neu entstandene Siedlungsgebiete im Westen und Norden und auch das Kloster Sankt Emmeram. Der Mauerbau war ein Beitrag zum Aufbau einer von der Zentralmacht weitgehend unabhängigen, königsgleichen Stellung. In der Forschung ist bisher nicht geklärt, ob Arnulf sich nach dem Tod Konrads zum Gegenkönig ausrufen ließ (Annales Iuvavenses Maximi zum Jahr 920: „Baiuarii sponte se reddiderunt Arnolfo duci et regnare ei fecerunt in regno teutonicorum“) oder ein baierisches Sonderkönigtum anstrebte. Im Vertrag von Regensburg 921 erkannte Arnulf jedoch nach Kämpfen mit Heinrich dessen Oberhoheit an. Heinrich billigte im Gegenzug Arnulfs eigenständige Herrschaft, zu der die Ernennung von Bischöfen (zum Beispiel Starchand in Eichstätt), Einberufung von Synoden und Ausübung eigentlicher Regalien (Münzprägung, Zölle) gehörten. Außenpolitisch unterwarf er Böhmen und versuchte in einem (allerdings gescheiterten) Italienzug 933/934 die Langobardenkrone für seinen Sohn Eberhard zu erlangen, nachdem der langobardische Hochadel ihm diese angeboten hatte.
Arnulf wurde im Kloster St. Emmeram in Regensburg beigesetzt. Nach dem Handbuch der bayerischen Geschichte von 2017 „ist das Grab unbekannt“. Eine Gedenktafel für ihn fand Aufnahme in die Walhalla bei Regensburg.

## Nachkommen
Arnulf war verheiratet (910) mit Judith von Friaul, Tochter des Grafen Eberhard im Sülichgau (aus dem Geschlecht der Unruochinger) und der Gisela von Verona. Seine Nachkommen waren:
- Eberhard (* um 912, † um 940), 937–938 Herzog von Bayern
- Arnulf II. (* um 913, † 22. Juli 954), Pfalzgraf von Bayern
- Hermann († 954), Graf im Pfullichgau
- Heinrich
- Ludwig (* um 930, † nach 974)
- Judith (* 925, † 29. Juni bald nach 985), ⚭ Heinrich I., Bruder von Otto dem Großen
- Berthold I. von Schweinfurt (* um 941, † 16. Januar 980)
- Adelheid[5]⚭Burkhard (Ostmark)